# Cerkiew Świętych Apostołów Piotra i Pawła w Jurmale (Ķemeri)
Cerkiew pod wezwaniem Świętych Apostołów Piotra i Pawła – zabytkowa prawosławna cerkiew parafialna w Jurmale, w dzielnicy Ķemeri. Należy do dekanatu ryskiego eparchii ryskiej Łotewskiego Kościoła Prawosławnego.

## Historia
Cerkiew została wzniesiona w latach 1892–1893. Od czasu budowy jest nieprzerwanie czynna.

## Architektura

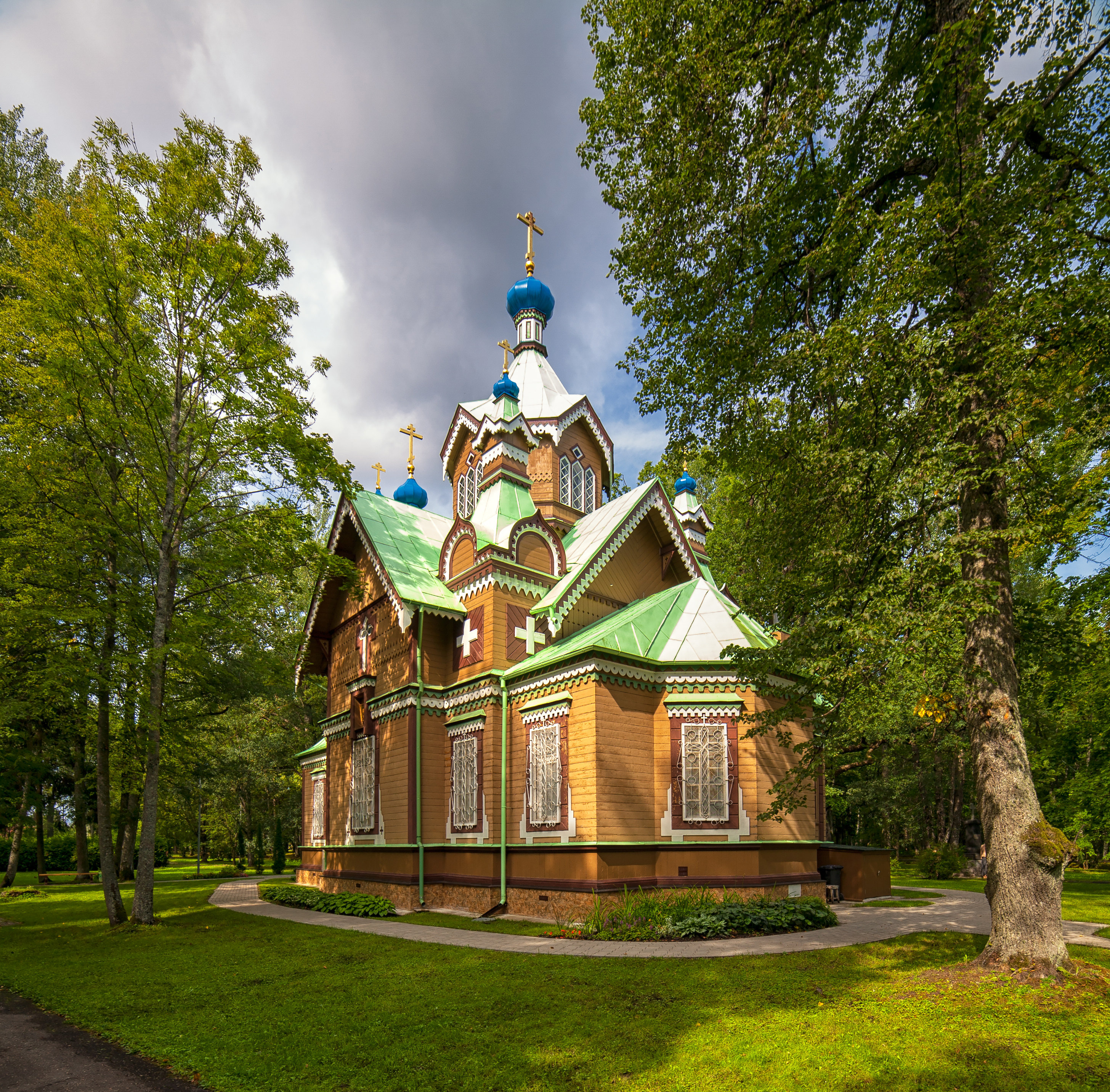
Widok od strony prezbiterium

Świątynia drewniana, z wbudowaną dzwonnicą. Wewnątrz znajduje się ikonostas. Część ikon znajdujących się w cerkwi została napisana na Świętej Górze Athos.